# Alp (folclore tedesco)
L'Alp (plurale Alpe o Alpen) è un essere soprannaturale nel folklore tedesco. Da non confondere con l'alp-luachra.
L'alp è, a volte, paragonato a un vampiro, ma il suo comportamento è più simile a quello dell'incubos. È distinto da entrambe le creature in quanto indossa un cappello magico chiamato Tarnkappe, dal quale trae i suoi poteri. La parola Alp è la forma distorta tedesca della parola inglese elf, entrambi discendono dal folklore germanico. È anche conosciuto con i seguenti nomi: trud, mar, mart, mahr, schrat e walrider.
Esistono molte varianti della creatura nelle aree europee circostanti, come il Druden e lo Schratteli, o anche Old Hag in paesi di lingua inglese.

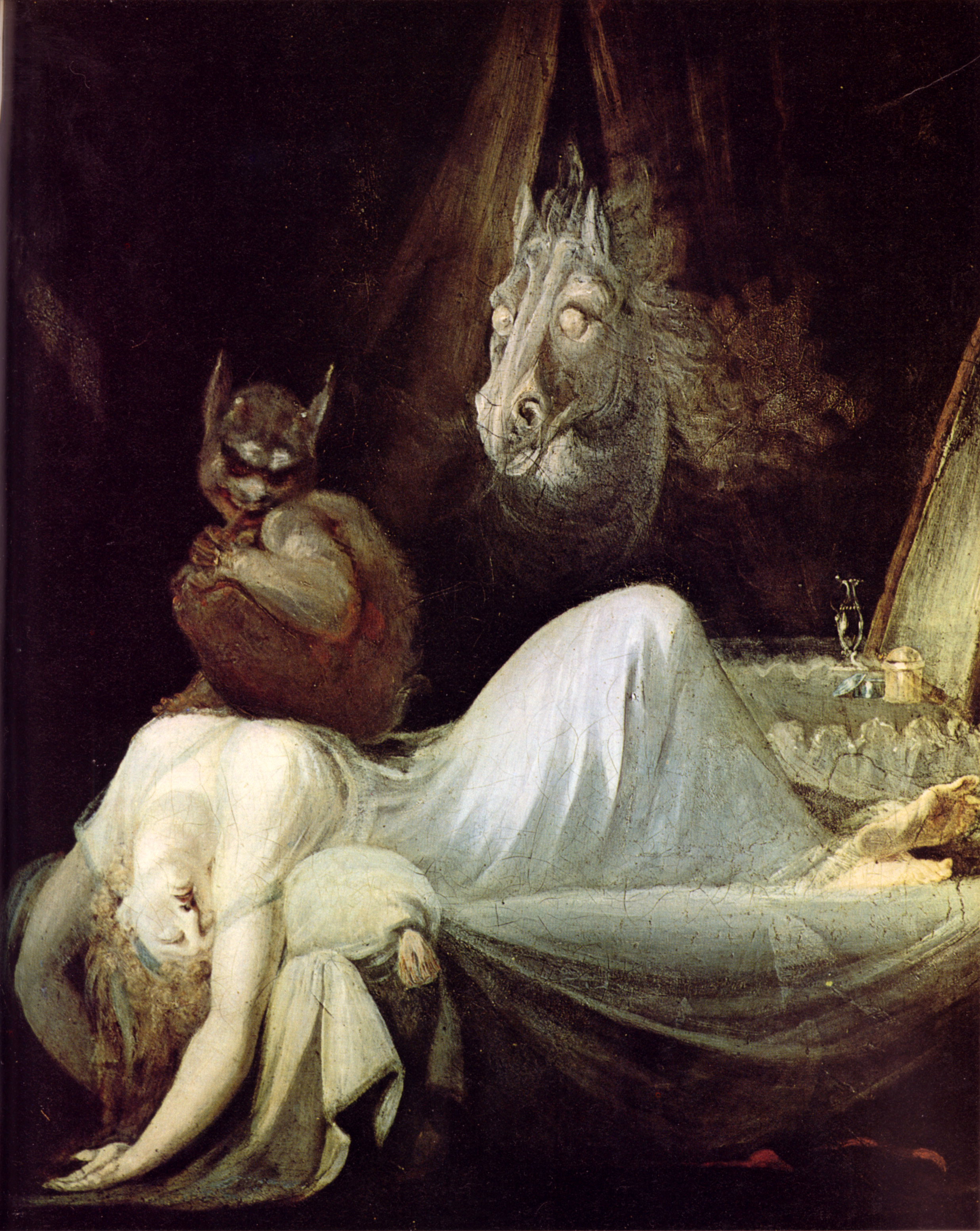
"Nachtmahr" ("Night-mare"), di Johann Heinrich Füssli (1802), raffigura un'Alp che siede sul petto del dormiente, con un mara che fissa lo sfondo.

## Fonti medievali
Nel periodo che precede l'anno 1000, nella lingua Alto-tedesca antica la parola Alp è certificata solo da un piccolo numero di glosse. È definito nel Althochdeutsches Wörterbuch ("Dizionario del Alto-tedesco antico") come un "dio della natura o demone della natura, identificato con i fauni della mitologia classica ... considerati come degli esseri inquietanti e feroci ... come il Mare che tormenta le donne".
Di conseguenza, la parola tedesca Alpdruck (letteralmente "elfo-oppressione") significa "incubo". Ci sono anche prove che associano gli elfi alla malattia, in particolare all'epilessia.
Allo stesso modo, gli elfi sono, nel Alto-tedesco medio, il più delle volte associati a persone ingannatrici o sconcertanti "in una frase che capita così spesso sembrerebbe essere proverbiale:' die elben / der alp trieget mich '(gli elfi/l'Alp mi stanno ingannando) ". Lo stesso modello vale per l'alto-tedesco protomoderno.
L'inganno mostra, a volte, il lato seduttivo che appare nel materiale inglese e scandinavo: il più celebre, il quinto Minnesang di Heinrich von Morungen, inizia con "Von den elben virt entsehen vil man man / Sô bin ich von grôzer lieber entsên" ( "è pieno di uomini stregati dagli elfi / quindi anch'io sono stregato dal grande amore").
Elbe fu usato in questo periodo anche per tradurre parole che indicano le ninfe.
Nelle successive preghiere medievali, gli Elfi appaiono come una forza minacciosa, persino demoniaca. Le prove includono preghiere latine trovate iscritte negli amuleti di piombo provenienti dalla Scandinavia meridionale e dallo Schleswig. Il più famoso è il Münchener Nachtsegen del XIV secolo, una preghiera da dire durante la notte, che include le linee:
(Münchener Nachtsegen del XIV secolo)
Corrispondentemente, all'inizio dell'era moderna, gli elfi sono descritti nel nord della Germania mentre propongono offerte malvagie; Martin Lutero riteneva che sua madre fosse stata afflitta in questo modo.
nell'Antico Norvegese, tuttavia, ci sono pochi personaggi identificati come elfi. Un elfo compare in un racconto sulla parentela dell'eroe Hagen, tale racconto sopravvivesse solo nell'antica saga norvegese Þiðreks, ma fu tradotto da un testo tedesco che è andato perso. Nel racconto, Hagen, nacque da sua madre Oda dopo che ella venne impregnata da un elfo mentre giace a letto.
Tuttavia, sembra probabile che, nel mondo di lingua tedesca, gli elfi siano stati in larga misura fusi con i nani (Medio-Alto-tedesco: getwerc). Se presa in considerazione, questa ipotesi spiegherebbe come mai alcuni nani che appaiono nella poesia eroica tedesca sono stati visti simili agli elfi, specialmente quando il nano di chiama Alberich, che etimologicamente significa "potente elfo" (a causa di ciò Jacob Grimm pensava che il nome facesse eco alla sua natura di re della nazione degli elfi o dei nani). L'Alberich nell'epica Ortnit è un nano di statura infantile che si rivela essere il vero padre dell'eroe, ne violentò la madre. L'Alberich che aiuta Ortnit è parallelo al francese Auberon, che aiuta Huon de Bordeaux e il cui nome deriva da Alberich. Auberon entrò nella letteratura inglese attraverso la traduzione di Lord Berner del chanson de geste intorno al 1540, divenne poi Oberon, il re degli elfi e delle fate nel Sogno di una notte di mezza estate di Shakespeare.
Come suggerisce l'apparente convergenza con i nani, la parola alp cadde in disuso nel tedesco dopo il periodo medievale, sebbene si verifichino ancora alcuni usi fossilizzati, soprattutto il termine "incubo", Alptraum ("sogno degli elfi"). Le variazioni dell'elfo tedesco nel folklore successivo includono il popolo del muschio e il weisse frauen ("donne bianche"). Nel mito e nel folclore teutonico, Alp erano considerati esseri amichevoli, simili ad un elfo, che vivevano sulle montagne, ma alla fine diventarono più negativi e malevoli. La caratteristica magia che l'Alp possiede lo fa assomigliare molto al coboldo, in particolare a Hodekin.

## Caratteristiche
L'Alp è conosciuto per le sue abilità mutaforma, simile alle creature della tradizione dei licantropi. Può trasformarsi in un gatto, un maiale, un cane, un serpente o una piccola farfalla bianca. Si dice anche che possa volare come un uccello e cavalcare. L'Alp porta sempre un cappello, dandogli un aspetto quasi comico. Il cappello è noto come Tarnkappe (la traduzione letterale è "berretto mimetico" o "berretto di occultamento") che è semplicemente un cappello (o meno comunemente un velo) che conferisce i poteri magici dell'Alp e la capacità di diventare invisibili indossandolo.

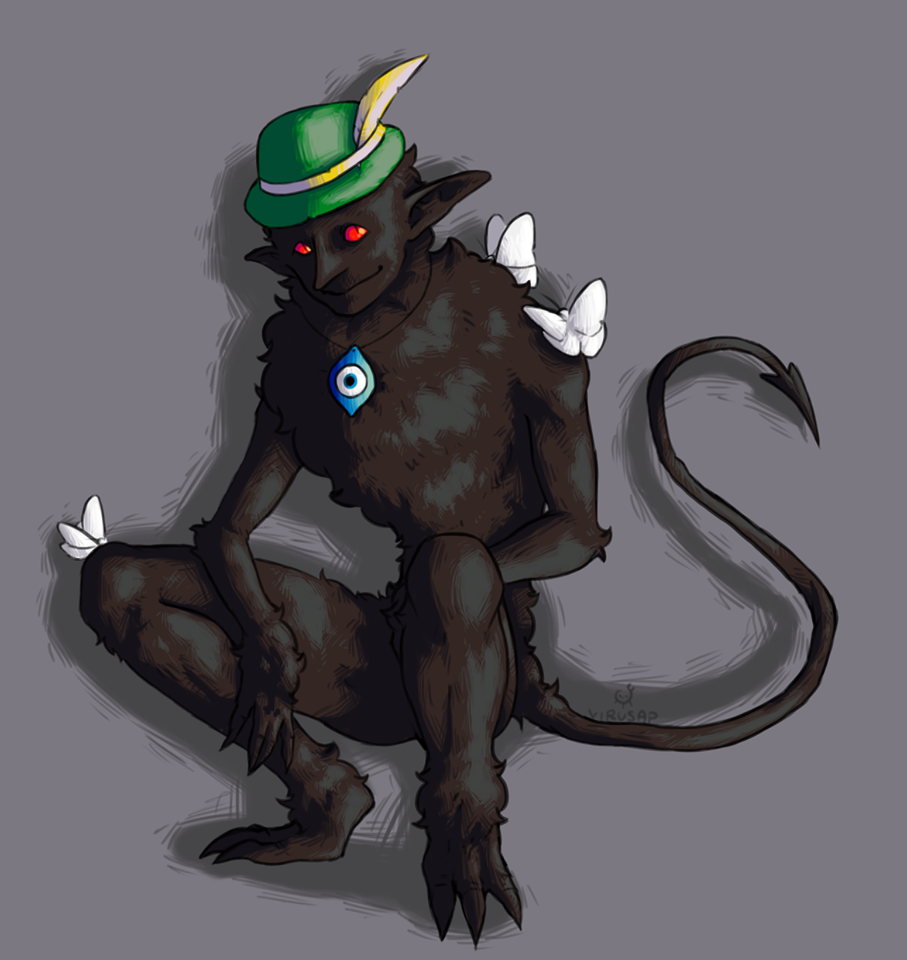
Illustrazione di un Alp ad opera di VirusAP

Il cappello è visibile indipendentemente dalla forma che assume l'Alp. Un'Alp che ha perso il cappello offrirà una grande ricompensa per riaverlo indietro intonso. L'Alp possiede anche un "occhio malvagio" il cui sguardo infligge malattie e disgrazie. Rimuovere o danneggiare questo occhio rimuove anche le intenzioni malevole dell'Alp. Le protezioni contro un'Alp prevedono la presenza di un manico di scopa sotto un cuscino, attrezzi di ferro appesi alla spalliera del letto, le scarpe contro il letto con le dita dei piedi rivolte verso la porta o uno specchio sul petto. Vengono usati anche acciaio e croci. Se ci si sveglia mentre l'Alp è ancora li,ci si può rivolgere a lui chiedendogli di tornare al mattino per avere in prestito qualcosa o prendere un caffè. L'Alp si precipiterà subito, arrivando al mattino nella sua "vera" forma, oppure nella forma di un umano con le sopracciglia che si incontrano per ricevere i doni. La creatura può essere convinta a lasciare la vittima in pace in quel momento, ma l'Alp implorerà pietosamente di non essere allontanato. Tappare tutti i buchi, in particolare le serrature, prima della visita dell'Alp lo terrà fuori. Rinchiuderli durante una visita li sigillerà all'interno della stanza, in quanto possono lasciare solo attraverso il loro ingresso originale. Anche una luce tenuta costantemente accesa durante la notte proteggerà efficacemente dall'Alp. Una sentinella può anche essere impiegata per aspettare e guardare l'Alp che attacca il dormiente indifeso, poiché può essere scacciato se catturato da qualcuno che è non sotto la sua influenza. Simile al Neuntoter tedesco, l'Alpe è indebolito o immobilizzato se viene spinto un limone nella sua bocca o se dovesse rimanere impigliato durante il giorno. L'Alp appare quasi impossibile da uccidere e, talvolta, anche dopo essere stato scacciato, potrebbe riapparire anni dopo in uno stato d'animo peggiore.